# Wareniconcha
Wareniconcha is een geslacht van tweekleppigen uit de familie Vesicomyidae.

## Soorten
De volgende soorten zijn bij het geslacht ingedeeld:
- Wareniconcha compressa (Prashad, 1932)
- Wareniconcha cretacea (E. A. Smith, 1906)
- Wareniconcha guineensis (Thiele, 1931)
- Wareniconcha lepta (Dall, 1896)
- Wareniconcha winckworthi (Prashad, 1932)